# Прва инаугурација председника Доналда Трампа
Прва инаугурација председника Доналда Трампа као 45. председника Сједињених Америчких Држава означила је почетак јединог мандата Доналда Трампа као председника и Мајка Пенса као потпредседника. Процењује се да је 300.000 до 600.000  људи присуствовало јавној церемонији одржаној у петак, 20. јануара 2017.године, на западном фронту Капитола Сједињених Држава у Вашингтону, Дистрикт Колумбија. Догађај је био 58. инаугурација председника. Одржани у Вашингтону, Дистрикт Колумбија, од 17. до 21. јануара 2017. године, инаугурални догађаји су укључивали концерте, церемонију полагања заклетве, конгресни ручак, параду, инаугуралне балове и међуверску инаугуралну молитву.
Трамп је, под управом врховног судије Сједињених Држава Џона Робертса, положио председничку заклетву као свој први задатак након што је у подне постао председник, у складу са чланом два, одељак 1, тачка 8. и 20. амандманом на амерички устав, уз потпредседничку заклетву коју је положио Пенс, а изрекао је сарадник Клиренс Томас непосредно пре ње. Трамп је левом руком заклео пар Библија, лични примерак и Линколнову библију. Инаугурацију су пратили протести широм света.

## Контекст
Инаугурација је означила формални врхунац председничке транзиције Доналда Трампа која је започела када је победио на председничким изборима у САД. 9. новембра 2016. године и постао изабрани председник. Трампа и његовог кандидата за чланство, Мајка Пенса, Изборни колеџ формално је изабрао 9. децембра 2016. Победа је потврђена изборним гласањем на заједничком заседању Конгреса 6. јануар 2016. Са 70 година, 220 дана на Дан инаугурације, Трамп је био најстарија особа која је преузела функцију председника све до инаугурације Џоа Бајдена 2021. По инаугурацији, Трамп је такође постао најбогатији председник и прва особа која је постала председник без икаквих претходних политичких или војних искуство. Његова супруга Меланија друга је прва дама која се родила ван САД (после Лујис Адамс) и прва која се није родила у земљи која говори енглески језик, прва натурализована грађанка која је постала прва дама и прва рођен 1970-их.

## Планирање
Инаугурацију су планирала првенствено два одбора: Заједнички конгресни одбор за инаугурационе церемоније и Инаугурални одбор председника 2017. године. Избори су били заказани за 8. новембар 2016. године, али је конгресни одбор започео изградњу уводне платформе 21. септембра.
Одређени број уметника којима се обратио за наступ су одбили, укључујући Џенифер Холидеј, којој је првобитно било предвиђено да наступи, али се повукла из програма након даљег разматрања.

### Заједнички конгресни комитет
Церемонију полагања заклетве и инаугурални ручак за изабраног председника Трампа и изабраног потпредседника Пенцеа планирао је Заједнички конгресни одбор за инаугуралне церемоније, одбор састављен од америчког сенатора Роја Блунта из Мисурија, председавајућег одбора и страначких вођа у Сенату Мича Маконела из Кентакија и Чака Шумера из Њујорка, и председавајућег Представничког дома Пола Рајана из Висконсина и страначких вођа у Представничком дому Кевина Макартија из Калифорније и Ненси Пелоси из Калифорније. Комитет је надгледао комитет америчког Сената за правила и администрацију.
Заједнички конгресни комитет за инаугуралне церемоније изабрао је инаугуралну тему „Јединствено амерички“ да истакне инаугурациону церемонију као „јединствени амерички израз нашег уставног система“ и нагласи мирну транзицију власти.
Комитет за инаугурацију објавио је пуни распоред инаугурационих догађаја 20. јануара 21. децембра 2016. Војну подршку 58. инаугурацији координирала је Заједничка оперативна група Национални главни град, пружајући музичке војне јединице, оркестре за војску, шарене боје, послужитеље, детаље о паљби и поздраве.